# MTV Unplugged (álbum de Alejandro Sanz)
MTV Unplugged es el nombre del segundo álbum en directo del cantautor español Alejandro Sanz grabado en el famoso teatro Gusman Center for the Performing Arts de Miami, Florida, Estados Unidos. Fue lanzado al mercado por WEA Latina el 20 de noviembre de 2001, precedido por su primer álbum en directo Básico en 1994. Alejandro Sanz hizo historia siendo el primer cantante español en hacer un MTV Unplugged. Este Unplugged se lanzó tanto en CD como en DVD, bajo la dirección de Manny Rodríguez y Jeanine Anuel, ha vendido sobre 1 millón de copias en todo el mundo.

## Lista de canciones
| MTV Unplugged |                              |          |  |
| N.º           | Título                       | Duración |  |
| 1.            | «Cuando Nadie Me Ve»         | 5:06     |  |
| 2.            | «Y Solo Se Me Ocurre Amarte» | 4:35     |  |
| 3.            | «Amiga Mia»                  | 5:03     |  |
| 4.            | «Se Le Apago la Luz»         | 5:13     |  |
| 5.            | «Quisiera Ser»               | 4:41     |  |
| 6.            | «Aprendiz»                   | 5:02     |  |
| 7.            | «Quiero Morir en tu Veneno»  | 4:30     |  |
| 8.            | «Como Te Echo de Menos»      | 4:29     |  |
| 9.            | «Corazón Partío»             | 5:00     |  |
| 10.           | «Siempre Es De Noche»        | 4:50     |  |
| 11.           | «Toca Para Mi»               | 4:13     |  |
| 12.           | «Lo Que Fui Es Lo Que Soy»   | 5:24     |  |
| 13.           | «Todo Es De Color»           | 4:26     |  |

| Extras |                             |          |  |
| N.º    | Título                      | Duración |  |
| 1.     | «Biografía»                 |          |  |
| 2.     | «Especificaciones Técnicas» |          |  |
| 3.     | «Discografía»               |          |  |
| 4.     | «Galería Fotográfica»       |          |  |
| 5.     | «Salvapantallas»            |          |  |
| 6.     | «Fondos MTV»                |          |  |

## La evolución acústica
En este trabajo Sanz muestra su versatilidad para acoplarse a un sonido más clásico y natural, destacándose el cambio de ritmo y el liderazgo en guitarra o piano. En «Cuando nadie me ve» y «Cómo te echo de menos» hay acompañamiento solo de piano y cuerdas. Y en «Amiga mía» y «Quiero morir en tu veneno» se nota un cambio drástico de lo eléctrico algo fuerte a lo acústico permanente.

## Datos curiosos
- El concierto se grabó 2 veces, debido a la constante interacción de Sanz con el público; la misma que impedía mantener la claridad auditiva en audio, por las frecuentes improvisaciones de Alejandro que fueron útiles en el video mas no en el CD. Para evitar inconvenientes, la segunda grabación se llevó a cabo sin público invitado. Además, el orden en las canciones varía entre las ediciones de CD y DVD del álbum.
- La canción «Cómo te echo de menos» sufrió un cambio, puesto que se cambió parcialmente la letra.
- La canción «Aprendiz» es interpretada por primera vez luego de habérsela escrito para la cantante española Malú en 1996; ambas versiones logran un gran éxito.
- Alejandro toca la guitarra en «Todo es de color» que en la versión televisada de MTV sale como «Buleria», y toca el cajón en «Quiero morir en tu veneno».
- El concierto iba a ser grabado el 14 de septiembre de 2001, pero debido a los sucesos del 11 de septiembre, fue pospuesto para el 2 de octubre de ese año.
- Fue el primer Unplugged de MTV Latinoamérica, grabado en un teatro de ópera (Gusman Center). Hasta ese momento ese tipo de conciertos se hacían en estudios de televisión y grabación.
- «Y sólo se me ocurre amarte», fue inspirado por su primogénita, Manuela.

## Personal
| - Cheche Alara - Director - Tim Barnes - Viola - Luis Bonilla - Trombón - Chris Brooke - Asistente Ingeniero de sonido - Huifang Chen - Violín - Vinnie Colaiuta - Batería - Helen De Quiroga - Coros - Txell Sust - Coros - Justin Douglas - Asistente - Brandon Fields - Flauta, saxofón - Scott Flavin - Violín - Orlando J. Forte - Violín - Humberto Gatica - Arreglos, Ingeniero de sonido, mezclas, Producción - Chris Glansdorp - Chelo - Kevin Guarnieri - asistente de ingeniería - Chad Hailey - Ingeniero de sonido asistente - Ross Harbaugh - Violonchelo - David Heuer - Ingeniero de sonido asistente - Harry Kim - Trompeta, arreglos. - Audrey Morrissey - Productor de grabación - Kenny O'Brien - Arreglos, Coros, edición digital, coproductor | - Scott O'Donnell - Viola - Matt DP - Dirección sección de cuerdas - Alfredo Oliva - violín - Rafael Padilla - Percusiones - Bill Ross - Arreglos - Kamil Rustam - Guitarra - Armand Sabal-Lecco - Bajo - Javier Salas - Fotografía - Alejandro Sanz - Voces, cajón, Guitarra española - Rafael Sañudo - Diseño - Eric Schilling - Ingeniero de sonido - Charlie Singer - Producción ejecutiva - Ramón Stagnaro - Guitarra - Heitor Teixeira Pereira - Guitarra - Ludovico Vagnone - Supervisor - Rick Valero - Técnico de guitarras - Javier Valverde - Asistente de técnico de sonido - Randy Waldman - Piano - Pete Wallace - Órgano Hammond - Manny Rodríguez - Dirección de Vídeo, edición digital, mezclas |

### Anuales
| País   | Asociación | Lista          | Posición anual | Ref.  |
| España | Promusicae | Top 50 Álbumes | 2001: 15       | [ 3 ] |